# Open Canada Cup
Open Canada Cup je nacionalni nogometni kup Kanade.

## Pobjednici i finalisti
| Godina | Pobjednik                                                    | Rezultat | Finalist                                |
| ------ | ------------------------------------------------------------ | -------- | --------------------------------------- |
| 1998.  | Toronto Olympians Gus Kouzmanis 44, 66 Eddy Berdusco 66      | 3-0      | St. Catharines Wolves                   |
| 1999.  | Toronto Olympians Chris Handsor 40 Elvis Thomas 62, 66       | 3-0      | Toronto Croatia                         |
| 2000.  | Toronto Olympians Elvis Thomas 4                             | 1-0      | St. Catherines Wolves                   |
| 2001.  | Ottawa Wizards Abraham Osman 9                               | 1-0      | Toronto Supra                           |
| 2002.  | Ottawa Wizards Kevin Nelson 66                               | 2-0      | Toronto Croatia                         |
| 2003.  | London City Eris Tafas 30                                    | 1-1 4-2  | Metro Lions Craig Patton 84             |
| 2004.  | Windsor Border Stars Tati Errecalde 25                       | 1-1 4-2  | Ottawa St. Anthony Italia Egar Soigo 11 |
| 2005.  | Windsor Border Stars Radek Papiez 49, 51 Aaron Byrd 82       | 3-0      | London City                             |
| 2006.  | Ottawa St. Anthony Italia Abraham Osman 55, 81               | 2-0      | Toronto Lynx                            |
| 2007.  | Trois-Rivières Attak Nicolas Lesage 53 Danny Anderson 74, 81 | 3-0      | ColumbusClan FC                         |

## Uspješnost klubova u finalima
| Klub                      | Pobjednik | Finalist | Godina           |
| ------------------------- | --------- | -------- | ---------------- |
| Toronto Olympians         | 3         |          | 1998, 1999, 2000 |
| Ottawa Wizards            | 2         |          | 2001, 2002       |
| Windsor Border Stars      | 2         | 0        | 2004, 2005       |
| London City               | 1         | 1        | 2003             |
| Ottawa St. Anthony Italia | 1         | 1        | 2006             |
| Trois-Rivières Attak      | 1         | 0        | 2007             |
| St. Catharines Wolves     | 0         | 2        | -                |
| Toronto Croatia           | 0         | 2        | -                |
| Toronto Supra             | 0         | 1        | -                |
| Metro Lions               | 0         | 1        | -                |
| Toronto Lynx              | 0         | 1        | -                |
| ColumbusClan FC           | 0         | 1        | -                |